# Biblische Einleitungswissenschaft
Die Einleitungswissenschaft ist eine Disziplin der biblischen Exegese, die wiederum Teil der christlichen Theologie ist. In der Einleitungswissenschaft werden die biblischen Bücher betreffs ihrer Struktur, ihres literarischen Aufbaus und der in ihnen enthaltenen literarischen Gattungen analysiert und auf mögliche Verfasserschaft, eventuell erkennbare Adressaten sowie Entstehungsort und -zeit hin befragt.
Die Einleitungswissenschaft steht in engem Zusammenhang mit einer Literaturgeschichte der beiden Bibelteile. Während jedoch die Literaturgeschichte die Entstehung und Entwicklung der literarischen Einheiten von der kleinsten Form (etwa Lied, Spruch, Prophetenwort, Psalm, Sage, Erzählung, Geschichtskorpus) bis zum abgeschlossenen Text in seiner Endform verfolgt, ja die Entwicklung über die Kanongrenzen hinweg verfolgt, setzt die Einleitungswissenschaft umgekehrt ein. In einer der Archäologie vergleichbaren Methode fragt sie von der überlieferten und nun vorliegenden Jetzt-Form des literarischen Werkes (Buch des Alten oder Neuen Testaments) zurück nach schriftlichen und auch mündlichen Vorstufen der kanonisierten Endform.
Da wie viele andere Geisteswissenschaften auch die biblische Einleitungswissenschaft besonders „ideologieanfällig“ ist, sollte der Standpunkt des Forschers sich selbst und anderen klar sein, um verdeckte Prämissen zu vermeiden. Die fachliche Zusammenarbeit zwischen Neutestamentlern verschiedener Konfessionen ist heute ziemlich unproblematisch.

## Themen der biblischen Einleitungswissenschaft

### Struktur und Aufbau biblischer Bücher
Die Struktur eines Textes kann sehr aufschlussreich für seine Interpretation sein. So lassen sich unter Umständen Makrostrukturen über mehrere biblische Bücher hinweg (beispielsweise Pentateuch) verfolgen, die eine literarische Verwandtschaft anzeigen. Ebenso können auf der synchronen Ebene des Textes wichtige textinterne Bezüge aufgedeckt werden: Wird eine spezielle Einleitung öfter wiederholt? Gibt es ständig wiederkehrende Stichworte oder Wortspiele? Gibt es ein Versmaß oder rhythmische Brüche? usw.
Der Aufbau eines Werkes, einer Perikope oder eines Abschnittes sagt viel über die Absicht des Verfassers aus und steht in engem Zusammenhang mit der Gattung. Wie interpretiert, wie „füllt“ der Autor die biblische Gattung? (Beispiel: Was sagt etwa ein Brief aus, der die kulturell relativ festgelegte freundliche Anrede vermissen lässt?)

### Adressaten biblischer Bücher
Eine Frage, die die Einleitungswissenschaft beantwortet, ist die Frage nach dem Zielpublikum des biblischen Buchs. Ist etwa ein neutestamentlicher Brief an Judenchristen, an Heidenchristen, an Gemeindeleiter, an Einzelpersonen, an eine bestimmte Gemeinde oder an alle Christen gerichtet? Die Antwort darauf kann für die Exegese einen großen Unterschied machen.
In manchen Fällen sind die Adressaten im Text mehr oder weniger genau bezeichnet, aber auch in solchen Fällen müssen oft weitere Analysen getroffen werden: Richtet sich der Galaterbrief an die Galater im Norden oder an die Galater im Süden? Da es zwei Gegenden dieses Namens gab, die von Paulus auf verschiedenen Missionsreisen besucht wurden, spielt das auch für die Datierung eine Rolle.
In anderen Fällen lassen sich durch interne Beobachtungen Hinweise auf die Adressaten finden. Im Markusevangelium sind aramäische Ausdrücke konsequent erklärt, also richtet es sich eher an Heidenchristen außerhalb Israels, Matthäus argumentiert oft mit dem Alten Testament, also dürften die Adressaten eher Judenchristen als Heidenchristen sein.

### Datierung biblischer Bücher
Eine wichtige Aufgabe der Einleitungswissenschaft ist auch die Datierung biblischer Bücher. Dabei spielen externe und interne Hinweise eine Rolle, historische Personen, die im Text erwähnt werden, archäologische Funde die mit Angaben im Text übereinstimmen, aber auch Vergleiche mit anderen biblischen Büchern des gleichen Autors oder anderer Autoren.
Ebenso spielen da weltanschauliche Fragen hinein, etwa die, ob es sich bei einer erfüllten Prophetie um ein Vaticinium ex eventu handelt, was besonders bei den synoptischen Evangelien im Zusammenhang mit der Zerstörung Jerusalems im Jahre 70 eine wichtige Rolle spielt. Wurden die Prophetien erst nach der Zerstörung geschrieben, handelt es sich um echte Voraussagen über die Zukunft oder aber um allgemeine Aussagen über die Zukunft, in denen dann hinterher ein konkretes Ereignis „wiedererkannt“ wurde?

### Autorschaft biblischer Bücher
Im Zusammenhang mit der Datierung stellt sich auch die Frage nach der Autorschaft biblischer Bücher – stammt der Text vom angegebenen Autor oder handelt es sich um eine Pseudepigraphie.
In der griechischen Antike finden sich viele Beispiele für Pseudepigraphie, vermittels derer ein jüngeres Werk unter dem „Schutz“ eines bekannten Autorennamens veröffentlicht wurde. Pseudepigraphie war gebräuchlich, um dem Werk mehr Autorität zu verleihen. Im Gegensatz dazu wird jedoch Pseudepigraphie von christlichen Schriften in den Schriften der Kirchenväter des 2. und 3. Jahrhunderts scharf verurteilt (Kanon Muratori, Serapion, Tertullian), und bei allen Kirchenvätern, die zum Kanon schreiben, ist die sorgfältig geprüfte Echtheitsfrage ein wesentliches Kriterium für die Aufnahme in den Kanon. Insofern ist die ggf. das Neue Testament betreffende Pseudepigraphie relativ gut zeitlich eingrenzbar: etwa zwischen 70 und 110 n. Chr.
Methodisch ist immer von der genauen Analyse des Textes auszugehen. Beobachtungen am Text müssen gegen überlieferte Sekundärinformationen über den Text abgewogen werden. So können durch die Wahrnehmung von Spannungen im Text Zweifel an der traditionell angegebenen Autorenschaft ausgelöst werden. Ein klassisches Beispiel ist etwa die Autorenschaft des Mose an den Büchern Genesis und Deuteronomium. Wie kann Mose von der Schöpfung und seinem eigenen Tod berichten? Derartige Textbeobachtungen können zu Neueinschätzungen der Verfasserschaft führen. Es sind dabei jedoch auch andere Faktoren zu berücksichtigen, beispielsweise internes und externes Zeugnis für die Autorschaft, mögliche andere Erklärungen für die Spannungen (Mose hat eine Überlieferung der Schöpfungsgeschichte aufgeschrieben und der Bericht über seinen Tod ist ein Zusatz von Josua).
Wie in anderen Bereichen der Theologie gibt es auch bei der Einleitungswissenschaft mehr oder weniger konservative oder liberale Autoren, deren jeweilige Thesen und Ergebnisse sich zum Teil sehr unterscheiden. Beispielsweise kann die einleitungswissenschaftliche Analyse eines liberaleren Autors zum Schluss kommen, dass der zweite Brief des Paulus an die Thessalonicher aus dem Ende des 1. Jahrhunderts stammt und gar nicht von Paulus geschrieben wurde, während ein konservativerer Autor zum Ergebnis kommt, dass der Brief von Paulus selbst und aus der Mitte des 1. Jahrhunderts ist. Solche unterschiedlichen Feststellungen führen dann auch zu einer unterschiedlichen Interpretation dieser biblischen Schrift, da die Umstände der Abfassung und der Kontext wesentliche Faktoren für die theologische Argumentation sind.

### Altes Testament
- Otto Eißfeldt: Einleitung in das Alte Testament unter Einschluss der Apokryphen und Pseudepigraphen, sowie der apokryphen- und pseudepigraphenartigen Qumrân-Schriften. Entstehungsgeschichte des Alten Testaments. Neue Theologische Grundrisse, 3., neubearbeitete Auflage, J.C.B. Mohr (Paul Siebeck) Tübingen 1964
- Georg Fohrer: Einleitung in das Alte Testament. Begründet von E. Sellin, neubearbeitet von G. Fohrer. 12. überarbeitete und erweiterte Auflage, Quelle&Meyer Heidelberg 1979, ISBN 3-494-00338-6
- Otto Kaiser: Einleitung in das Alte Testament. Eine Einführung in ihre Ergebnisse und Probleme. ND 4. erweiterte Auflage, Berlin 1982 (Lizenzausgabe)
- Thomas Römer et al.: Introduction à l’Ancien Testament. Le monde de la Bible 49, Labor et Fides Genève 2004, ISBN 2-8309-1112-1
- Rudolf Smend: Die Entstehung des Alten Testaments. Theologische Wissenschaft, Band 1, 2., durchgesehene und ergänzte Auflage, Kohlhammer, Stuttgart / Berlin / Köln / Mainz 1981, ISBN 3-17-007240-4
- Erich Zenger et al.: Einleitung in das Alte Testament. 6., durchgesehene Auflage, W. Kohlhammer, Stuttgart 2006, ISBN 3-17-019526-3 (Studienbücher Theologie 1,1)

### Neues Testament
- Armin Daniel Baum: Einleitung in das Neue Testament. Evangelien und Apostelgeschichte. Brunnen Verlag, Gießen 2017, ISBN 3-7655-9569-1 (evangelikal).
- Ingo Broer: Einleitung in das Neue Testament (= NEB.NT Erg.-Bd. 2/1–2). 2 Bde. Würzburg 1998/2001.
- Hans Conzelmann, Andreas Lindemann: Arbeitsbuch zum Neuen Testament (= UTB. 52). Mohr Siebeck, Tübingen 2010, ISBN 3-8252-0052-3 (Nachdruck der 14., durchgesehenen Auflage von 2004).
- Martin Ebner, Stefan Schreiber (Hrsg.): Einleitung in das Neue Testament (= Kohlhammer-Studienbücher Theologie. 6). 2., durchgesehene und aktualisierte Auflage. Kohlhammer, Stuttgart 2013, ISBN 978-3-17-023093-4.
- Daniel Marguerat et al.: Introduction au Nouveau Testament. Son histoire, son écriture, sa théologie. Monde de la Bible 41, 2ème édition augmentée, Labor et Fides Genève 2001, ISBN 2-8309-1028-1.
- Erich Mauerhofer: Einleitung in die Schriften des Neuen Testaments. 3. Aufl. VTR, Nürnberg 2004, ISBN 3-93-796511-4 (evangelikal).
- Petr Pokorný/Ulrich Heckel: Einleitung in das Neue Testament (UTB 2798). Tübingen 2007.
- Udo Schnelle: Einleitung in das Neue Testament (= UTB. 1830). 9., durchgesehene Auflage. Vandenhoeck & Ruprecht, Göttingen u. a. 2017, ISBN 978-3-8252-4812-3.
- Gerd Theissen: Das Neue Testament (Beck Wissen; bsr 2192). 3. Aufl., München 2006.
- Philipp Vielhauer: Geschichte der urchristlichen Literatur: Einleitung in das Neue Testament, die Apokryphen und die Apostolischen Väter. Walter de Gruyter, Berlin / New York 1978, ISBN 3-11-007763-9 (älteres Standardwerk, behandelt auch außerbiblische Schriften).